# Токты (река)
Токты (Тохты, устар. Карабута; каз. Тоқты) — река в Алакольском районе Жетысуской области Республики Казахстан.
Длина реки составляет 27 км. Площадь водосборного бассейна — 408 км².
Исток реки находится в Джунгарском Алатау на южных склонах горы Испул на высоте около 3 тыс. метров над уровнем моря. На выходе из горных ущелий на равнину Джунгарских Ворот находится одноимённое село. Теряется в солончаках близ урочища Каракум. Река сложила своим выносом пород крупный конус на равнине.
Ранее на реке находился таможенный пикет.
В долине реки в зимнее время встречаются следующие виды птиц: кеклик, свиристель, оляпка, рябинник, московка, сорока, клушица, галка, восточная чёрная ворона, ворон, урагус, арчовая чечевица, обыкновенная овсянка, лапландский подорожник и другие. Большая часть течения реки проходит в пределах Токтинского государственного природного заказника.